# 瑪蒂達 I
玛蒂尔达I型坦克（Matilda I）（A11）是一种英国於第二次世界大战期間使用的步兵坦克。它不能与同样名為“玛蒂尔达”及接替了它的玛蒂尔达II型坦克（A12）混为一谈。尽管它们有一些相似的特征——作为步兵战车，往往牺牲速度来增加装甲防护。但是它们是两种完全不同的设计，并且没有共用组件。

## 研制过程
它的研制工作始于1935年，由维克斯公司的卡登来设计。当时英军的总参谋部需要一款廉价的坦克。并强烈要求这种坦克要使用市售的组件。最后决定研发一种能容纳两人并拥有小型铸造炮塔的低矮车辆。这个炮塔安装一门.303英寸维克斯机枪或者维克斯.50重机枪。
因为要同时满足快速生产，成本低廉的要求，这种坦克使用了不少其他坦克的库存配件：福特V8引擎，福特森变速箱，一个与Mk.VI轻型坦克相似的转向装置，和一个MkIV龙式火炮牵引车以及改装自維克斯六噸坦克的悬挂。
尽管车身和炮塔对于当时的反坦克武器有很好的防御作用，但是他的履带和行走裝置这些本來就更加容易受到攻击的部件卻是完全是裸露的。它的火炮没有任何的反坦克能力，這更加限制了它在战场上的作用。另外，除了操作机枪，车长还需要给驾驶员引路和操作无线电台。因爲炮塔内部没有安放无线电台的空间，车长必须要进入车体内部使用无线电台。
军械总局局长休·埃尔斯将军，因为这种战车矮小并拥有像鸭子一样的外形和速度，将它命名为“玛蒂尔达”。

## 生产
60辆坦克的订单在1937年4月被定下，并且一直生产到了1940年8月，总产量为140辆。部分玛蒂尔达I坦克安装了0.5英寸维克斯重机枪而不是0.3英寸维克斯重机枪。

## 作战记录
玛蒂尔达I和玛蒂尔达II被编入英国远征军的英国第1集团军坦克旅参与了法国战役。他们在1940年的阿拉斯战役中曾经给德意志第七装甲师的隆美尔制造了一点麻烦。虽然它的火力弱速度慢，但是装甲较厚。德国的坦克以及反坦克武器难以对它造成伤害，真正能进行攻击的只有88毫米高射炮以及大口径榴弹炮。不过，它暴露在外的行走装置使得它很容易被绕到侧面的敌人攻击。同时它只装备了机枪，难以对敌方装甲车辆造成威胁。同大多数俘获的盟军车辆不同，德军并没将他们俘获的瑪蒂達坦克加以利用。有在英国远征军回到英国之后，所有坦克停止了作战并留在本土被用于训练。

## 现存品
三辆坦克被保存在波文顿坦克博物馆。其中一辆（或许是T3447）尽管没有原装的引擎和变速箱，但还可以行走。另外一辆用于展览。还有一辆因为作为了演习的标靶而有少许损坏。

## 参看
- FCM 36法国一种类似的双人步兵坦克
- 英国坦克列表